# Viljoetsjinsk
Viljoetsjinsk (Russisch: Вилючинск) is een gesloten stad (ZATO) in de Russische kraj Kamtsjatka op de zuidkust van de Krasjeninnikovbaai van de Avatsjabaai van het schiereiland Kamtsjatka. De stad ligt op 70 kilometer per weg en 25 kilometer hemelsbreed ten zuidwesten van Petropavlovsk-Kamtsjatski en hemelsbreed 26 kilometer ten zuiden van Jelizovo. Het inwoneraantal van de stad is gedaald sinds het uiteenvallen van de Sovjet-Unie. In 1996 had de stad nog ongeveer 37.400 inwoners om in 2002 te zijn gedaald tot ongeveer 24.200. De stad kreeg in 1994 haar huidige naam Viljoetsjinsk, naar de nabijgelegen vulkaan Viljoetsjinskaja Sopka (of "Viljoetsjik").
Rond de Krasjeninnikovbaai bevinden zich voorzieningen voor de Russische Pacifische Vloot, die hier onder andere haar nucleaire onderzeeboten heeft gestationeerd. De plaats had in de Sovjettijd de codenaam Petropavlovsk-Kamtsjatski-50 en werd door de NAVO vanwege de gestationeerde nucleaire onderzeeërs het "wespennest" genoemd.

## Geschiedenis
De datum van vestiging van de onderzeeërbasis wordt vaak geplaatst bij 2 juli 1938, toen de militaire raad van de Pacifische Vloot besloot om de Krasjeninnikovbaai uit te kiezen voor de basis van een bataljon dieselonderzeeërs. In 1959 werd een fabriek voor de reparatie voor atoomonderzeeërs gebouwd. De eerste atoomonderzeeërs arriveerden op 17 september 1963. De stad werd gesticht op 16 oktober 1968 per oekaze van het Presidium van de Opperste Sovjet van de Russische SFSR door de samenvoeging van de werknederzettingen Rybatsji (basis van kernonderzeeërs), Primorski (kustondersteuningseenheden van de Pacifische Vloot) en Seldevaja (scheepsreparatiefabriek van de marine).
Eind jaren 80 lagen hier de meeste onderzeeërs (15) van de Sovjet-Unie gestationeerd, maar in 1999 waren hiervan nog maar 4 actief, om later weer te stijgen. Een probleem voor de basis vormde in de jaren 90 het toegenomen aantal uit de vaart genomen atoomonderzeeërs die hier worden geplaatst in afwachting van het ontdoen van de kernbrandstof.
In de periode dat hier onderzeeërs liggen gestationeerd, zonken er hiervan 3: de L-16 (1942), K-129 (1968 - zie ook Project Jennifer) en K-429 (1983; later opnieuw in gebruik). Voor de bemanningsleden hiervan werd in 1996 een monument opgericht.
In de jaren 1990 werden twee orthodoxe kerken gebouwd; de eerste van de stad. In de jaren 1990 ontstonden echter ook plannen om de basis wegens geldgebrek in 2003 te sluiten, maar deze plannen zijn niet doorgezet.